# Amfreville-sur-Iton
Amfreville-sur-Iton és un municipi francès situat al departament de l'Eure i a la regió de Normandia. L'any 2007 tenia 776 habitants.

## Demografia

### Població
El 2007 la població de fet d'Amfreville-sur-Iton era de 776 persones. Hi havia 275 famílies, de les quals 36 eren unipersonals (12 homes vivint sols i 24 dones vivint soles), 93 parelles sense fills, 130 parelles amb fills i 16 famílies monoparentals amb fills.
La població ha evolucionat segons el següent gràfic:
Habitants censats

### Habitatges
El 2007 hi havia 322 habitatges, 284 eren l'habitatge principal de la família, 33 eren segones residències i 5 estaven desocupats. Tots els 322 habitatges eren cases. Dels 284 habitatges principals, 251 estaven ocupats pels seus propietaris, 25 estaven llogats i ocupats pels llogaters i 8 estaven cedits a títol gratuït; 4 tenien dues cambres, 36 en tenien tres, 73 en tenien quatre i 171 en tenien cinc o més. 241 habitatges disposaven pel capbaix d'una plaça de pàrquing. A 100 habitatges hi havia un automòbil i a 171 n'hi havia dos o més.

### Piràmide de població
La piràmide de població per edats i sexe el 2009 era:
| Homes | Edats   | Dones |
| ----- | ------- | ----- |
| 0     | 95 o +  | 0     |
| 4     | 90 a 94 | 0     |
| 0     | 85 a 89 | 4     |
| 8     | 80 a 84 | 4     |
| 8     | 75 a 79 | 16    |
| 4     | 70 a 74 | 16    |
| 12    | 65 a 69 | 8     |
| 4     | 60 a 64 | 12    |
| 4     | 55 a 59 | 12    |
| 28    | 50 a 54 | 28    |
| 36    | 45 a 49 | 16    |
| 36    | 40 a 44 | 28    |
| 44    | 35 a 39 | 28    |
| 28    | 30 a 34 | 48    |
| 12    | 25 a 29 | 32    |
| 12    | 20 a 24 | 8     |
| 32    | 15 a 19 | 20    |
| 8     | 10 a 14 | 40    |
| 24    | 5 a 9   | 44    |
| 24    | 0 a 4   | 32    |

## Economia
El 2007 la població en edat de treballar era de 529 persones, 399 eren actives i 130 eren inactives. De les 399 persones actives 376 estaven ocupades (210 homes i 166 dones) i 22 estaven aturades (11 homes i 11 dones). De les 130 persones inactives 47 estaven jubilades, 46 estaven estudiant i 37 estaven classificades com a «altres inactius».

### Ingressos
El 2009 a Amfreville-sur-Iton hi havia 279 unitats fiscals que integraven 778 persones, la mediana anual d'ingressos fiscals per persona era de 23.066 €.

### Activitats econòmiques
Dels 17 establiments que hi havia el 2007, 6 eren d'empreses de construcció, 5 d'empreses de comerç i reparació d'automòbils, 1 d'una empresa de transport, 1 d'una empresa d'informació i comunicació i 4 d'empreses de serveis.
Dels 5 establiments de servei als particulars que hi havia el 2009, 1 era un taller de reparació d'automòbils i de material agrícola, 1 paleta, 1 guixaire pintor, 1 fusteria i 1 lampisteria.
L'any 2000 a Amfreville-sur-Iton hi havia 8 explotacions agrícoles.

## Equipaments sanitaris i escolars
El 2009 hi havia una escola elemental.

## Poblacions més properes
El següent diagrama mostra les poblacions més properes.